# Real Rincon
Real Rincon ist ein im Jahr 1957 gegründeter Fußballverein aus Rincon auf der Insel Bonaire und spielt in der Saison 2022 als Titelverteidiger in der Bonaire League, der höchsten Spielklasse des Fußballverbands von Bonaire. 

## Geschichte
Der Verein ist zwölfmaliger Gewinner der Bonaire League, zuletzt in der Saison 2021. Hinzu kommen fünf Pokalsiege sowie zwei Superpokalsiege. 2018 erreichte man beim internationalen CONCACAF Caribbean Club Shield den dritten Platz.  Der Verein trägt seine Heimspiele im 1.500 Zuschauer fassenden Stadion Antonio Trenidat aus.

## Erfolge
- Bonaire League

Meister: 1971/72, 1973, 1979, 1986, 1997, 1998, 2003/04, 2014, 2017, 2018, 2019, 2021
- Kopa MCB:

Pokalsieger: 2012, 2013, 2014, 2015
- Kopa BFF:

Pokalsieger: 2019
- Bonaire Super Cup:

Superpokalsieger: 2019, 2022